# کسینتروپین
کسینتروپین (به انگلیسی: Cosyntropin) با فرمول شیمیایی C۱۳۶H۲۱۰N۴۰O۳۱S یک ترکیب شیمیایی با شناسه پاب‌کم ۱۶۱۳۳۷۵۱ است. که جرم مولی آن ۲۹۳۳٫۴۳۷ g/mol می‌باشد. 